# Sotmes
Sotmes (Melaniparus niger) är en fågel i familjen mesar inom ordningen tättingar som förekommer i skogslandskap i södra Afrika.

## Kännetecken

### Utseende
Sotmesen är en relativt stor mes med en kroppslängd på 16 centimeter och är olik de europeiska mesarna i att vara nästan helt och hållet enfärgad och att könen skiljer sig åt, där hanen är distinkt blåsvart och honan gråaktig. Fågeln skiljer sig från liknande vitvingad mes (Melaniparus leucomelas) och namibmes (Melaniparus leucomelas) genom att sakna vitt i stjärten.

### Läten
Sotmesens läte beskrivs i engelsk litteratur som hårda "chrr-chrr-chrr", medan sången är ett musikaliskt "chee-er chee-er".

## Utbredning och systematik
Sotmes delas in i tre underarter med följande utbredning:
- Melaniparus niger xanthostomus – förekommer från Angola till Namibia, Botswana, Zambia och södra Tanzania
- Melaniparus niger ravidus – från östra Zambia till Malawi, Zimbabwe och Moçambique
- Melaniparus niger niger – från södra Moçambique till Natal, Swaziland och östra Kapprovinsen

Underarten xanthostomus inkluderas ibland i ravidus.

### Släktestillhörighet
Sotmesen placerades tidigare liksom övriga mesar i Afrika i släktet Parus, men har lyfts ut till det egna släktet Melaniparus efter genetiska studier från 2013 som visade att de utgör en distinkt utvecklingslinje.

## Levnadssätt
Arten förekommer huvudsakligen i tropiskt och subtropiskt savannskogslandskap. Den föredrar skogsområden med lövfällande träd, framför allt miombo, Combretum-arter och Burkea africana. Den är särdeles vanlig i skogsområden i västra Zimbabwe där det kan förekomma så många som femtio fåglar per kvadratkilometer. Liksom alla mesar livnär sig sotmesen på insekter, men intar även ovanligt för mesar nektar och fikon.

### Häckning
Sotmesen häckar under sommarens regnsäsong, men både exakt tid och antalet kullar beror på regnfallet. Dess häckningsbiologi är välstuderad och betraktas ofta som ett klassiskt exempel på skillnader mellan häckningsstrategier i varma regioner med oförutsägbar nederbörd och kallare områden med hårdare vintrar. Olikt talgoxe och blåmes som kan avla upp till 25 ungar per år har sotmesen på grund av begränsad födomängd svårt att ens få till en kull per häckningssäsong utan hjälp. De flesta hanar stannar därför i territoriet i flera år för att hjälpa till att mata de vanligtvis tre ungar varje häckande hona under fördelaktiga omständigheter får fram. En intressant detalj är att den häckande honan som matas av sin partner och sina "assistenter" under de 15 dagar hon ruvar kan härma giftormar när hon känner sig hotad.

## Status och hot
Arten har ett stort utbredningsområde, men tros minska i antal, dock inte tillräckligt kraftigt för att den ska betraktas som hotad. Internationella naturvårdsunionen IUCN listar arten som livskraftig (LC). Populationen i Sydafrika uppskattas bestå av tio miljoner individer och den i Malawi av en halv miljon.

## Namn
Sotmesen kallades tidigare på svenska afrikansk svartmes, men blev tilldelad nytt namn eftersom den inte alls är nära släkt med den europeiska arten svartmes.

## Bilder

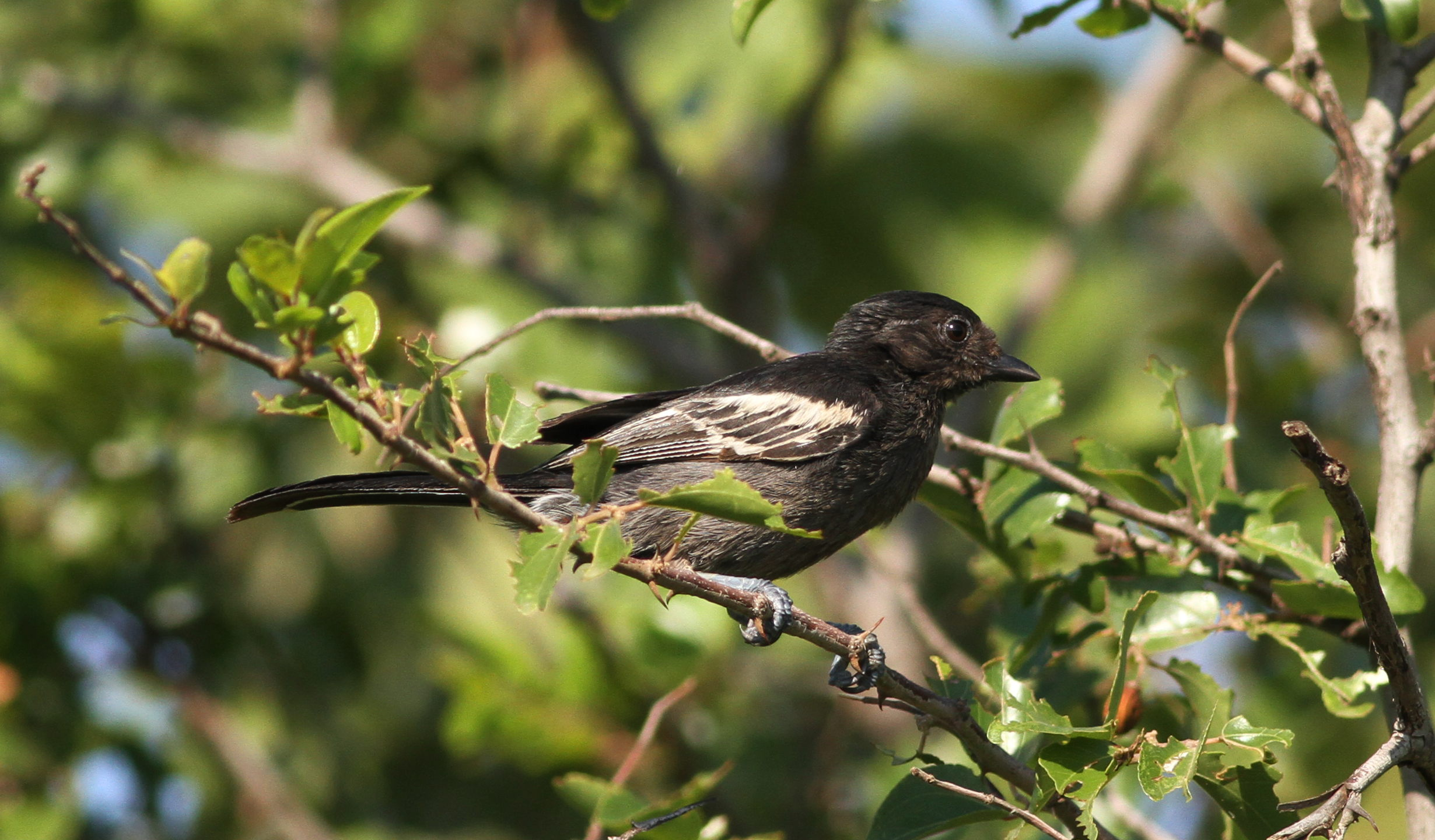
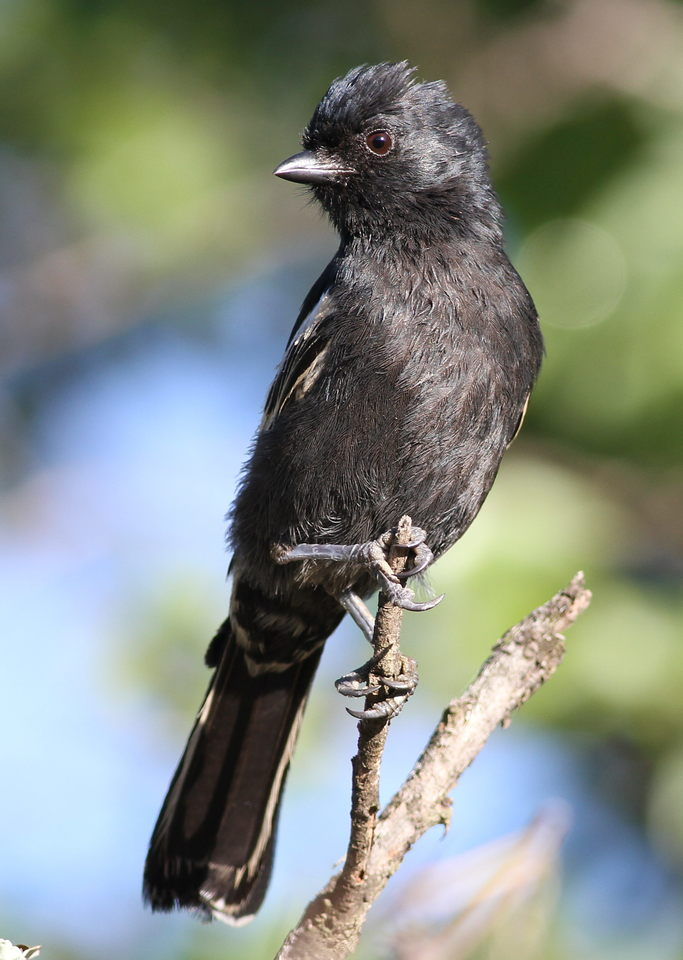
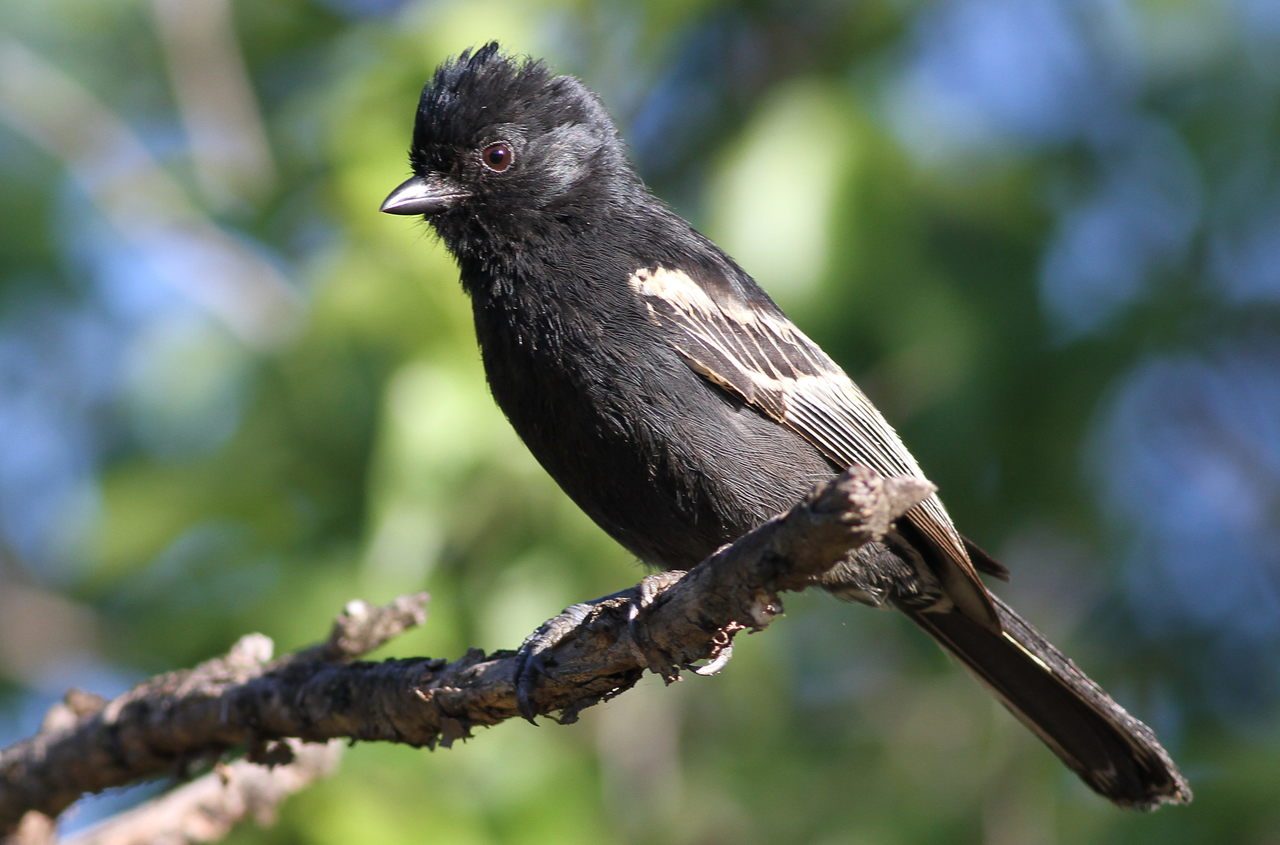
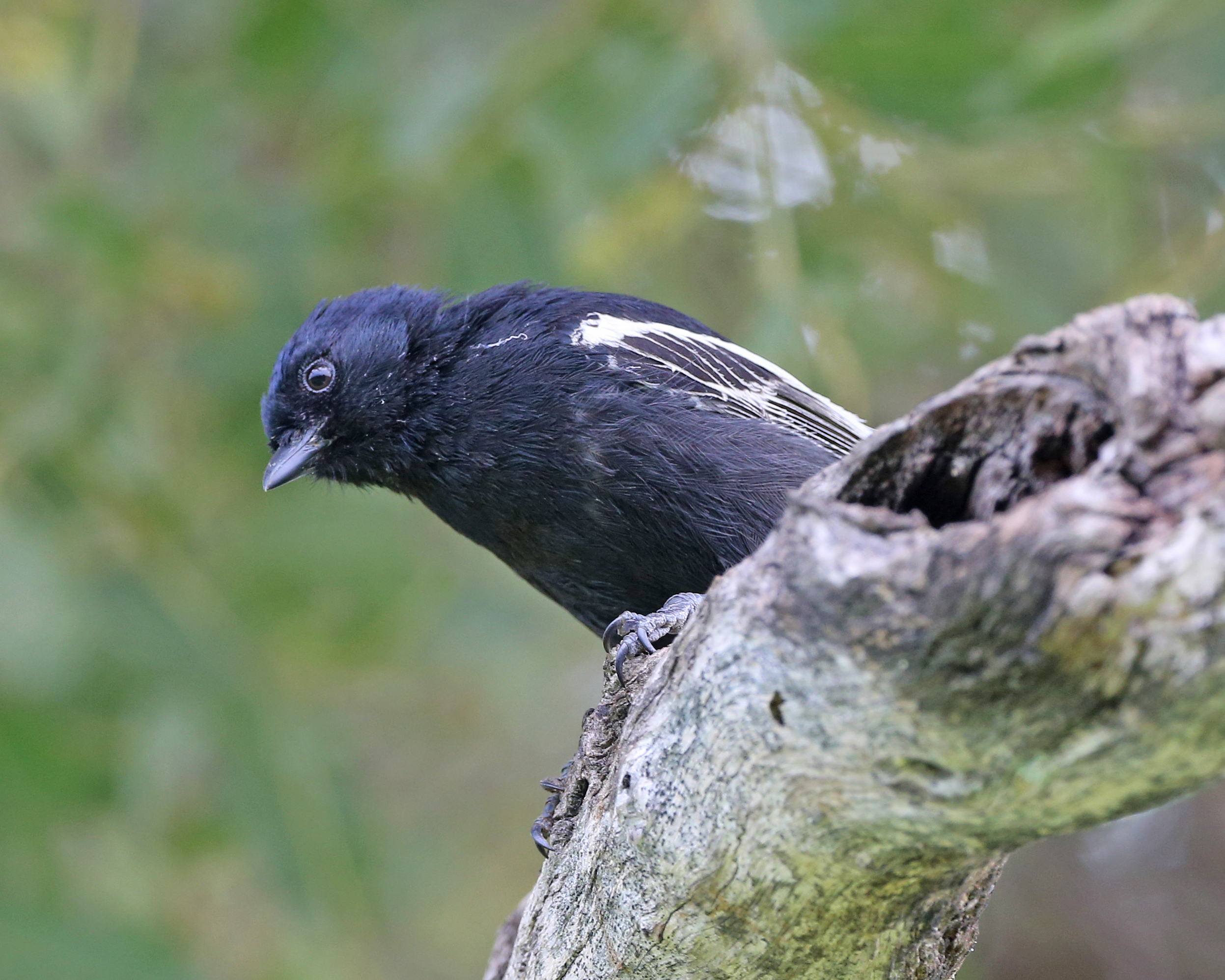
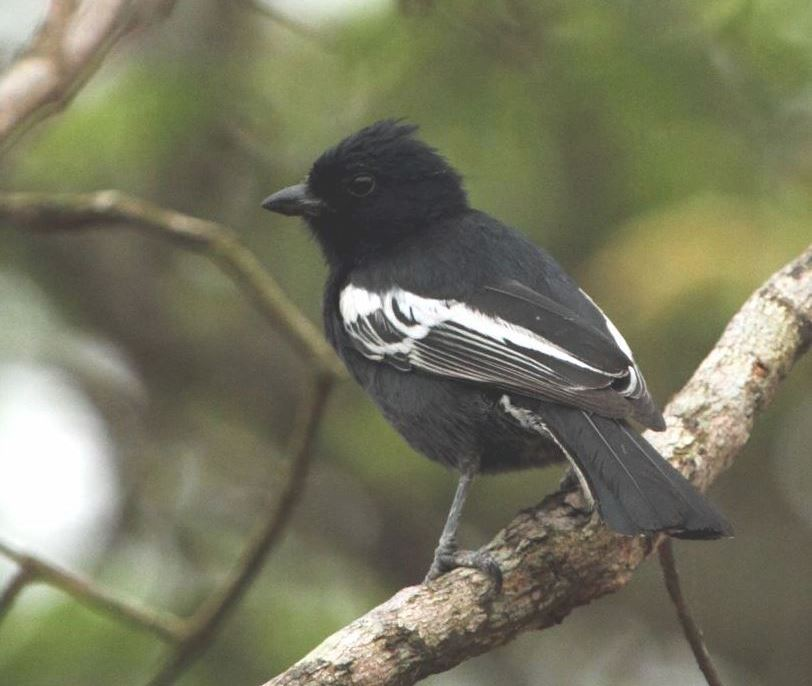